# Issigau
Issigau je obec v německé spolkové zemi Bavorsko, v zemském okrese Hof. Žije zde 973 obyvatel.

## Geografie
Sousední obce: Blankenstein, Blankenberg, Lichtenberg, Berg a Naila.
Obcí protéká říčka Issig.

### Místní části
- Issigau
- Eichenstein
- Griesbach
- Wolfstein
- Heinrichsdorf
- Preußenbühl
- Kupferbühl
- Neuenmühle
- Saarhaus
- Sinterrasen
- Oberkemlas
- Unterkemlas
- Untereichenstein
- Unterwolfstein

## Historie
První písemná zmínka o obci pochází z roku 1398.. Vesnice byla nejprve částí panství Reitzenstein. Později se osamostatnila. V roce 1796 padla pod pruskou nadvládu. Tylžský mír ji v roce 1807 přesunul pod Francii a později pod Bavorsko. Jméno obce nabývalo postupem času různých podob (Ißiga, Ißigau, Iſsigau, Iſſigau a Isſigau). Současná obec vznikla v roce 1818. V roce 1978 byly přičleněny obce Reitzenstein a Kemlas.

## Památky
- evangelický kostel Šimona a Judy